# Дизайн-документ

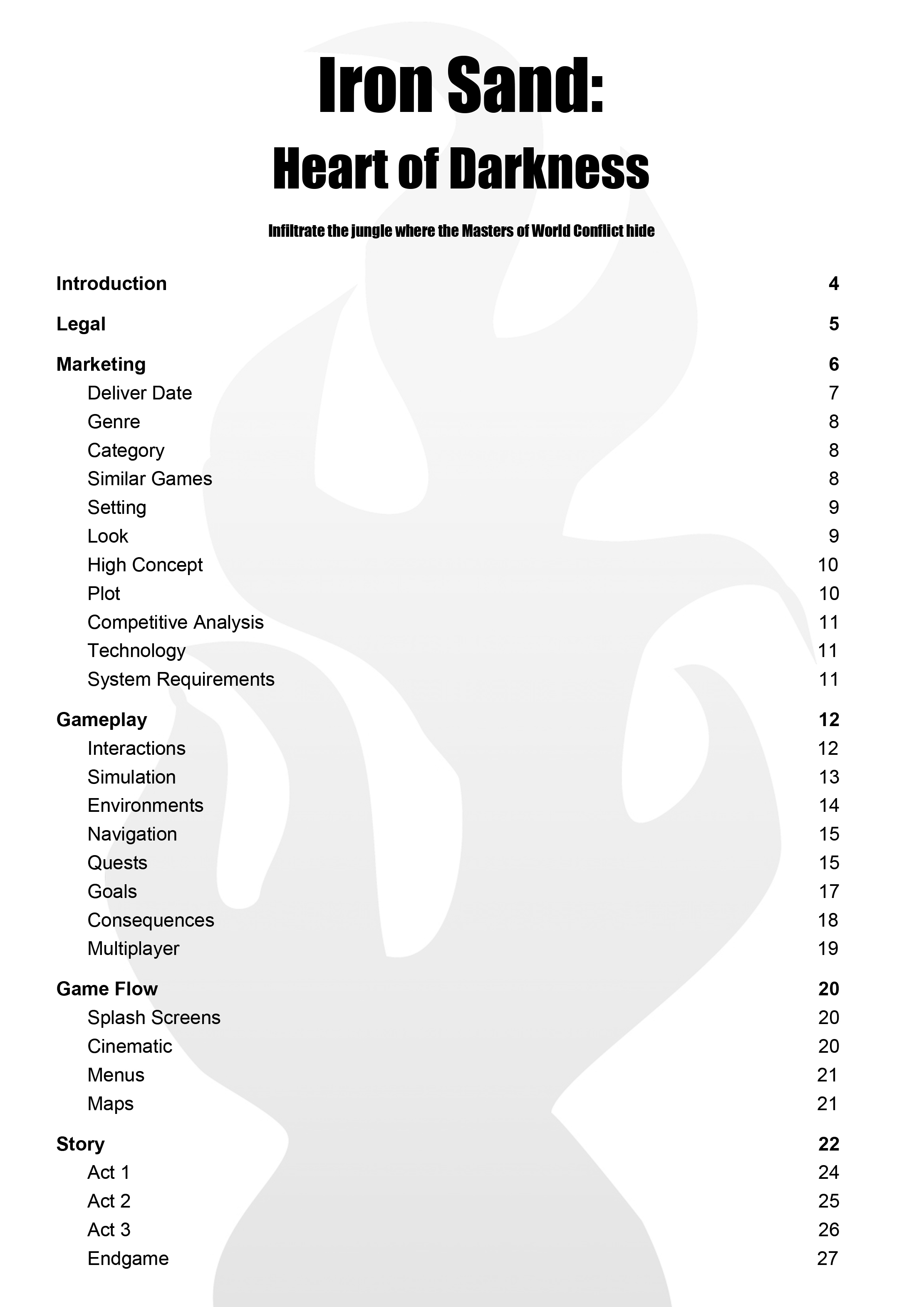
Пример дизайн-документа на английском языке

Дизайн-документ (англ. game design document, часто используется аббревиатура «диздок») — это детальное описание разрабатываемой компьютерной игры. Дизайн-документ создается и редактируется командой разработчиков или одним разработчиком и в основном используется в индустрии видеоигр для организации работы разработчиков. Документ создается в результате сотрудничества между дизайнерами, художниками и программистами как руководство, которое используется в процессе разработки. Когда издатель поручает создание игры разработчикам, команда разработчиков должна создать документ, который часто связан с соглашением между издателем и разработчиком; разработчики должны придерживаться дизайн-документа во время процесса формирования игры.

## Жизненный цикл
Разработчики игры могут представить дизайн-документ на подготовительной стадии разработки игры — до или после принятия решения по финансированию. Перед подачей документ может быть концептуальным и неполным. Как только проект одобрен, документ расширяется разработчиком до уровня, когда им может успешно руководствоваться команда разработчиков. В связи с динамическими условиями разработки игр, документ часто изменяется, пересматривается и расширяется по мере продвижения разработки, изменений в сфере и изучения направления. Также дизайн-документ часто называют живым документом, то есть таким, который постоянно совершенствуется и дописывается на протяжении всего периода воплощения проекта (иногда даже ежедневно). В начале документ может представлять собой лишь базовую концепцию проекта и стать полным подробным описанием каждого аспекта игры к концу разработки.

## Содержание
Дизайн-документ может содержать текст, изображения, диаграммы, концепт-арты или любые другие данные, необходимые для того, чтобы лучше проиллюстрировать проектные решения. Некоторые дизайн-документы могут включать в себя функционирующие прототипы или выбранный игровой движок. Хотя принимаются во внимание требования многих компаний, у дизайн-документа нет стандартной формы набора. Например, разработчики могут решить хранить его как обработанный текстовый документ или как онлайн-инструмент для совместной работы.
Распространённая ошибка — писать дизайн-документ художественным стилем. Например, про подводную лодку надо писать не «Этот бесшумный охотник крадется в глухой ночи тихо переливающегося моря», а «Имеет 30 hp, заметна только в момент атаки и для противолодочных самолётов». Художественный стиль — признак того, что геймдизайнер невольно увиливает от своей работы по превращению личного впечатления в компоненты игры и задания для остальной команды[значимость факта?].

## Структура
Цель дизайн-документа заключается в том, чтобы однозначно описать коммерческие аспекты игры, целевую аудиторию, игровой процесс, графику, дизайн уровней, историю (сюжет), персонажей, пользовательский интерфейс, средства и т. д. Короче говоря, для осуществления поставленной цели, каждое требование к разработке определенной части игры должно быть достаточно подробно описано для соответствующих разработчиков (дизайнеров, программистов и т. д.). Документ намеренно разделен таким образом, чтобы разработчики игры могли поддерживать отдельные его части.
Дизайн-документ — это план работы, причем работы от начала и до конца проекта. А это значит, что все основные задачи должны в нем находиться, и не только задачи, а и приблизительные методы решения. В частности:
- Схема игры. Что должен делать игрок, какова конечная цель, что мешает ее достижению.
- Интерфейс. Подробно описанная функциональная часть (что можно делать, каким образом — меню, мышь, горячие клавиши, кнопки…).
- Игровая механика. Как устроен игровой мир, какие характеристики есть у его объектов, формулы движения, боя и всего остального, ролевая система, физика — по вкусу.
- Программные механизмы и алгоритмы. Какими характеристиками будут обладать графический движок, ИИ, сетевой код, интерфейс, редактор карт, звук…
- Графика. Сколько и каких вам понадобится моделей, анимаций, двумерной графики, роликов, обоев (да, и их тоже стоит запланировать заранее). Здесь крайне желательны (может, лучше сказать — необходимы) хоть какие-то наброски, концепт-арты, по которым можно почувствовать визуальный стиль игры.
- Звуки и музыка. Темы, вид и способ отображения звуков, набор звуковых эффектов.
- Сюжет. Общая сюжетная канва, план кампаний, основные задания и т. п. — в зависимости от жанра. Каждая из предполагаемых карт должна быть запланирована здесь.
- Игровой мир. Основные персонажи / монстры / виды войск с параметрами и примерным расположением / способом добычи и производства.
- Сотрудники, зарплаты, сроки и план работы.

Этот список ни в коем случае не является исчерпывающим или применимым к каждой игре. Некоторые из этих разделов могут не присутствовать непосредственно в дизайн документе, но появятся в сопутствующей документации.

## Инструменты
Современные дизайн-документы зачастую создаются в сервисах (например Confluence), предназначенных для командной работы. Инди-студии зачастую же используют пакет программ Office для создания документа, так как это более быстрый и простой способ создания диздока.